# Giulio Nuciari
Giulio Nuciari est un footballeur puis un entraîneur italien né le 26 avril 1960 à Piovene Rocchette. Il évoluait au poste de gardien de but.

## Biographie

### Joueur
De 1978 à 1982, Giulio Nuciari est joueur du Ternana Calcio,,.
Il est prêté lors de la saison 1979-1980 à Montecatini (it),.
En 1982, il rejoint l'AC Milan,.
Il fait partie de l'effectif des Rossoneri pendant 5 saisons, faisant un total de 44 apparitions, dont 10 en Serie A et 18 en Serie B.
En 1988, il rejoint l'AC Monza, devenant à nouveau titulaire,.
Nuciari est transféré en 1989 à l'UC Sampdoria,. Il est à nouveau majoritairement gardien remplaçant mais même s'il joue peu, il est sacré champion d'Italie en 1991,,.
Nuciari détient le record de matchs sur le banc en Serie A pour un gardien de but : 333 fois pour seulement 17 apparitions en première division.

### Entraîneur
Il est entraîneur du Cagliari Calcio en 2001.

## Palmarès
UC Sampdoria
- Championnat d'Italie (1) :
  - Champion : 1990-91.